# Peleteria mediana
Peleteria mediana är en tvåvingeart som beskrevs av Henry J. Reinhard 1944. Peleteria mediana ingår i släktet Peleteria och familjen parasitflugor. Inga underarter finns listade i Catalogue of Life.